# Бригада «Азов»
12-я бригада специального назначения «Азов» (укр. 12-та бригада спеціального призначення «Азов»), ранее формирование известное как батальон «Азов» и полк «Азов» (укр. полк «Азов») — тактическое соединение Национальной гвардии Украины. Во время боёв за Мариуполь в 2022 году формирование именовалось как «отдельный отряд специального назначения „Азов“» (укр. Окремий загін спеціального призначення «Азов») в составе войсковой части 3057 (12-я бригада оперативного назначения НГУ) Восточного оперативно-территориального объединения Национальной гвардии Украины.
Подразделение было сформировано в мае 2014 года в Мариуполе из добровольцев, в том числе футбольных хулиганов и ультраправых экстремистов, с целью противостояния пророссийским вооружённым группировкам на востоке Украины и получило известность в июне 2014 года после освобождения Мариуполя, захваченного поддерживаемыми Россией сепаратистами. Первоначально «Азов» был сформирован как батальон патрульной службы милиции особого назначения Министерства внутренних дел Украины, в сентябре 2014 года был развёрнут в полк, в ноябре переведён в состав Национальной гвардии Украины.
В 2022 году, в ходе вторжения России на Украину, «Азов» стал одним из самых известных украинских военных формирований, ведших оборону на востоке страны. Многие военные «Азова» были взяты в плен в мае 2022 года, когда после почти трёхмесячной осады российские войска захватили Мариуполь.
Подразделение и его участников связывают с ультраправой, ранее — с неонацистской идеологией. Его участников также подозревают в нарушении прав человека в период войны в Донбассе.
Российская пропаганда часто использует «Азов» как символ якобы господствующего на Украине неонацизма и того, что Украина контролируется «фашистами». Президент РФ Владимир Путин ссылался на наличие подобных подразделений в составе вооружённых сил Украины как на одну из причин вторжения на Украину. Однако «Азов» значительно изменился с 2014 года: он был включён в состав Национальной гвардии, значительное внимание было уделено очищению от ультраправых элементов, и к 2022 году «Азов» стал примером успешной дерадикализации. Многочисленные эксперты отмечают, что современный «Азов» — это типичная боевая бригада, и опровергают миф о «нацистах „Азова“».

## История формирования
Формирование батальона (позже — полка) «Азов» происходило при активном участии и покровительстве Арсена Авакова.
Став министром внутренних дел Украины в феврале 2014 года, Аваков помог Билецкому (ставшему впоследствии командиром батальона «Азов») получить статус «политического заключённого», выйти из тюрьмы и даже получить воинское звание в структуре МВД. Соратник Билецкого Вадим Троян стал главой Киевского областного управления МВД в столичной области.
13 апреля 2014 Арсен Аваков сообщил о том, что принято решение о создании специальных подразделений патрульно-постовой службы МВД Украины «на основе гражданских формирований».
По информации одного из бывших руководителей батальона Ярослава Гончара, начало существованию батальона «Азов» было положено 4 мая, на совещании, в котором участвовали депутат мариупольского городского совета Александр Ярошенко, активист Автомайдана Ярослав Гончар, народный депутат Украины Олег Ляшко, пресс-секретарь «Социал-Национальной Ассамблеи» Игорь Мосийчук и политик Дмитрий Корчинский. На встрече было решено объединить две группы — активистов Автомайдана и «чёрных человечков» (ультранационалистов) Мосийчука. В состав батальона также вошли киевские ультрас.
По информации Аль-Джазира, «Азов» был сформирован на базе «Социал-национальной ассамблеи», придерживающейся неонацистской идеологии и группы «Патриот Украины», считающейся ультранационалистической. Обе группы совершали нападения на мигрантов, цыган и граждан, придерживающихся иной идеологии.
Подготовка личного состава проходила в городе Бердянске Запорожской области; по информации за 2014 год, этот населённый пункт являлся местом базирования подразделения. Позже основной базой и штабом полка стала дача бывшего президента Украины Януковича в Урзуфе. К концу июня 2014 года численность батальона достигла 500 человек. Большинство из сформировавших батальон были русскоязычными.
Покровительство Авакова позволило батальону наращивать свою численность и получить статус полка через полгода после основания. 17 сентября, по данным страницы батальона на Facebook, батальон «Азов» был преобразован в полк «Азов».
9 октября Аваков заявил, что принято решение о подготовке перевода полка особого назначения МВД «Азов» в состав Национальной гвардии Украины, с доукомплектацией специалистами и техникой, включая артиллерийский дивизион. 10 ноября им был подписан соответствующий приказ.
Осенью 2014 года «Азов», ворвавшись с оружием на территорию избирательной комиссии в ночь выборов и принудив членов комиссии к «честному подсчёту голосов», добился победы и депутатского мандата для своего лидера, Андрея Билецкого.
После заключения второго Минского соглашения в 2015 году украинское правительство отвело все добровольческие батальоны, включая полк «Азов», от линии фронта, которые были заменены регулярными частями Вооружённых сил Украины. Основной базой полка стал Урзуф, посёлок в Донецкой области.
По словам политолога Адриена Нонжона, после включения полка в состав национальной гвардии он прошёл через процесс «профессионализации» и стал подчиняться «очень строгому» дисциплинарному уставу. В 2018 году политолог из Уппсальского университета Ильмари Кяйхко написал, что полк превратился из «революционеров в строительных касках и хоккейных доспехах» в «дисциплинированное военное формирование».
В начале 2023 года «Азов» переформирован в бригаду, по-прежнему находясь в составе Национальной гвардии.

## Финансирование и материальное обеспечение
До начала августа 2014 года «Азов» — тогда ещё батальон — финансировался Игорем Коломойским. 2 августа заместитель главы Днепропетровской ОГА Борис Филатов заявил в Фейсбуке о прекращении финансирования батальонов «Азов» и «Шахтёрск» в связи с высказываниями «фашиствующего… Мосийчука» и направленными на самопиар действиями Олега Ляшко. В итоге в августе 2014 года Игорь Мосийчук покинул батальон, после чего финансирование было восстановлено.
Командир полка Андрей Билецкий в августе 2015 года утверждал, что олигархи не финансируют «Азов» и что изначально поддержку полку оказывал бывший губернатор Донецкой области Сергей Тарута.
Полк получает официальное вооружение в МВД, а также финансируется из бюджета государства. Также основными источниками финансирования и снабжения полка техникой являются частные пожертвования, поддержка волонтёрского движения, благотворительные фонды и помощь бизнесменов. В поддержку полка в городах Украины регулярно проводятся благотворительные концерты.
По словам журналистки издания HBL.fi, солдаты полка «Азов» с передовой возвращаются на базу, расположенную в одной из самых популярных курортных зон Украины. «В регулярной армии Украины условия зачастую гораздо скромнее», — отмечает журналистка.

## Численность и комплектование

### 2014 год
Вначале основу подразделения составили члены расистских и неонацистских организаций «Социал-национальная ассамблея» и «Патриот Украины», возглавляемых Андреем Билецким, активисты «Автомайдана» и различных сотен Самообороны Майдана. В дальнейшем в подразделение влились представители ультрас футбольных клубов «Динамо» (Киев) и «Шахтёр» (Донецк), члены партии «Братство» Дмитрия Корчинского (так называемая «Сотня Иисуса Христа»), активисты ОУН, члены Казацкого стрелкового братства.

По словам командира специальной роты МВД «Азов» Владимира Шпары, батальон укомплектован «украинскими патриотами, которые уже имеют опыт военной службы». Как сообщил заместитель командира батальона Ярослав Гончар, «основной костяк батальона составляют те же люди, которые вышли 21 ноября на Майдан. Это люди из разных сотен, из Автомайдана». Пресс-секретарь «Азова» Анна Сеник подтвердила, что костяк подразделения составляют активисты Социал-национальной ассамблеи и что во главе подразделения стоит руководство СНА:
Лидер СНА Андрей Билецкий — командир батальона. Глава пресс-службы — зам. командира батальона Игорь Мосийчук, главный идеолог Олег Однороженко — зам. командира по воспитательной работе. Старшины организации [СНА] Шпара и Криворучко — ротные батальона.
По её же словам, «Азов» приблизительно на 60 % состоит из жителей восточной Украины.
По утверждению лидера Радикальной партии Украины Олега Ляшко, батальон частично, «возможно, даже наполовину», состоит из людей, имеющих судимость. По его словам, большинство из них стали жертвами украинской правоохранительной системы и были осуждены несправедливо.
Предельная численность формирования была определена Министерством внутренних дел в 500 человек.
- 18 мая в Донбасс отправилась вторая группа добровольцев, насчитывавшая 45 человек, в возрасте от 20 до 46 лет, среди них выходцы из Донецка, Днепропетровска, Харькова, Луганска, Киева, а также представители Западной Украины. Часть новобранцев была из партии «Братство» Дмитрия Корчинского и движения «Патриот Украины», часть не состояла ни в каких политических партиях и движениях[71].
- 3 июня 2014 года присягу принесли ещё 40 добровольцев в возрасте от 20 до 30 лет, к этому времени «Азов» насчитывал уже 250 человек. Среди присоединившихся были выходцы из разных регионов Украины, а также один гражданин Италии[82][83]. В числе присягнувших была и группа ультрас киевского футбольного клуба «Динамо»[84][85]. В «Азове» присутствуют представители международной праворадикальной структуры «Misanthropic Division» (MD), сторонники которой также имеются в России и Беларуси[86].
- На 23 июня 2014 года численность «Азова» выросла до 500 человек[38][87][88].

### 2022 год
По данным Би-би-си численность отряда «Азов» на момент штурма города составляла 800 человек.

## Состав

### 2024 год
- 1-й батальон специального назначения
- 2-й батальон специального назначения
- 3-й интернациональный батальон
- 5-й батальон специального назначения (в 2025 реорганизован в 20-ю бригаду оперативного назначения «Любарт»)
- 6-й батальон специального назначения
- Отряд разведки специального назначения[90]
- Рота технических средств разведки специального назначения[91]
- Танковый батальон
- Артиллерийская группа
- Батальон ударных беспилотных систем
- Батальон сил поддержки[92]
  -  Инженерно-сапёрная рота[90];
  - Инженерно-позиционная рота
  - Огнемётный взвод
- Зенитный ракетно-артиллерийский дивизион
- Рота РХБЗ
- Медицинская рота
- Хорунжая служба[a][93]
- Группа комплектования (рекрутинг)[94]

## Участие иностранных граждан
По состоянию на 2014 год в батальоне есть добровольцы из других государств: Швеции, Италии, России, придерживающиеся неофашистских взглядов, а также Франции, Беларуси, Канады и Словении. Наличие иностранных добровольцев также подтвердил в июле 2014 года советник министра внутренних дел Антон Геращенко.
В частности, в штурме Мариуполя в 2014 году принимал участие Микаэль Скилт — активист неонацистской «Партии шведов». Известно также о другом шведе — Северине (Severin) из Гётеборга, открыто назвавшемся корреспонденту национал-социалистом, о 53-летнем итальянце Франческо Фонтане, приехавшем на Украину добровольцем за свой счёт с целью получения боевого опыта и вступившем в «Правый сектор», и о 47-летнем французе Гастоне Бессоне (по его словам, он придерживается левых политических взглядов, по данным некоторых СМИ, является бывшим десантником, участвовал во многих конфликтах, в том числе в Хорватии и Колумбии).
В связи с этими данными МИД РФ потребовал в 2014 году «…от официальных властей упомянутых стран провести тщательное расследование приведённых фактов и осудить участие наёмников в военных действиях на востоке Украины».
Командир полка Андрей Билецкий в 2014 году подтвердил присутствие в составе «Азова» грузинских добровольцев, а также заявил, что с «Азовом» работают грузинские инструкторы, в своё время занимавшие «высшие посты в спецназе и грузинской армии».
В октябре 2014 года, по заявлению руководителя медицинской части полка Степана Середы, «Азов» был усилен инструкторами иностранных государств, прошедшими школу НАТО и Французский иностранный легион.
Телекомпания Аль-Джазира сообщает об участии по состоянию на 2014 год в батальоне «Азов» добровольцев с неофашистскими взглядами из других государств (Швеции, Италии, России). Итальянский журналист Фаусто Билославо в газете il Giornale писал, что в составе батальона воюют европейские добровольцы (в том числе неофашисты), опубликовав интервью с итальянцем, французом и шведом. В июле Олег Однороженко, называющий себя идеологом Социал-национальной ассамблеи, подтвердил наличие добровольцев из России, Франции, Италии, Беларуси, Канады, Швеции и Словении, а пресс-секретарь батальона «Азов» Анна Сеник в своём интервью подтвердила, что в батальоне есть граждане России, однако она указала, что с целью соблюдения закона всем иностранным бойцам выдано гражданство Украины и они считаются сотрудниками МВД. По сообщению канала НТВ, в одном из видео о проведении «Азовом» операции в Мариуполе на видео от 13 июня 2014 было запечатлено общение бойцов на английском языке, при этом на рукаве у одного из бойцов была замечена нашивка 1-й американской авиационной бригады «Golden Hawks» (англ. 1st Aviation Brigade Golden Hawks).
В конце 2014 года президент Украины Пётр Порошенко лично вручил паспорт Украины и поблагодарил за хорошую службу белоруса Сергея Коротких по прозвищу «Малюта», одного из основателей запрещённой в России неонацистской группировки «Национал-социалистическое общество» и сподвижника «Тесака». Малюта воевал в батальоне «Азов» с момента его формирования в должности командира разведки. В батальоне также принимают участие другие русские националисты, в том числе Роман Железнов («Зухель») из движения «Реструкт» и Александр Паринов («Румын») из банды «БОРН». Железнов был идеологом объединения «Wotan Jugend», провозглашавшего своим единственным лидером Адольфа Гитлера, он стал главой «Русского корпуса» полка.
По данным «Counter Extremism Project», в 2019 году полк дал понять, что больше не принимает иностранцев, поскольку иностранцы могут служить в украинской армии только в качестве контрактников. Однако во время российского вторжения на Украину в 2022 году он снова активно набирал иностранных добровольцев. Кацпер Ренкавек, эксперт по иностранным боевикам из Университета Осло, рассказал CNN в статье от 30 марта, что с начала вторжения им удалось завербовать только 20 иностранных бойцов.

## Вооружение

### 2016 год
Стрелковое оружие
Автоматы АКМ, АКС-74, Форт-221,
снайперские винтовки СВД,
пулемёты ПКМ и НСВ-12,7.
Тяжёлое вооружение
Не менее 1 пушки МТ-12, 2 гаубицы Д-30, 4 миномёта 2Б11, а также зенитные установки ЗУ-23-2, гранатомёты РПГ-7.
Техника
До 4 сентября 2014 года автопарк полка состоял из 2 бронеавтомобилей и нескольких ган-траков на основе грузовых автомобилей. Почти вся эта техника была уничтожена во время боёв под Новоазовском. На июнь 2015 года известно об одном сохранившемся на вооружении полка ган-траке на шасси грузового автомобиля КАМАЗ.
В дальнейшем от волонтёров был получен по крайней мере 1 БТР-60, который впоследствии был передан роте специальной полиции Украины «Восточный корпус» (командир — Ширяев Олег Викторович). Кроме того, в составе полка «Азов» имелись как минимум один БТР-70 и несколько БРДМ-2 разных модификаций. Транспортное обеспечение — грузовые, внедорожные и специальные автомобили, микроавтобусы, а также мотоциклы разных марок, в большинстве своём полученные от волонтёров.
С вхождением в состав Национальной гвардии Украины в сентябре 2014 года полк получил возможность комплектоваться тяжёлой техникой, как и остальные части Нацгвардии.
К январю 2016 года в составе «Азова» имелась танковая рота, вооружённая танками Т-64Б1М, а также на вооружении всего подразделения находились: 5 МТ-ЛБ с установленными ЗУ-23-2, 2 БТР-3, 2 КрАЗ-Шрек, 2 ББМ «Козак-2», 6 KrAZ Spartan, несколько KrAZ Cougar, несколько КрАЗ-5233ВЕ «Спецназ», более десятка Mitsubishi L200 и вспомогательный автотранспорт.
В качестве трофеев бойцами полка были захвачены один БТР-80 и один повреждённый Т-64, но сведений о принятии их на вооружение полка нет.

## Участие в боевых действиях

### Противостояние в Мариуполе
Батальон «Азов» принимал активное участие в развернувшихся в Мариуполе событиях, связанных с вооружённым конфликтом на востоке Украины, начиная с 6 мая 2014 года:
- 6 мая в районе посёлка Мангуш в ходе боестолкновения с сепаратистами был захвачен в плен министр обороны ДНР Игорь Хакимзянов и убит один из его сопровождавших. Один боец батальона был ранен[144].
- В ночь с 7 на 8 мая батальон был введён в Мариуполь, личный состав участвовал в арестах противников украинских властей, а затем занял здание городской администрации и приступил к разбору баррикад в центре города[источник не указан 589 дней].
- Утром 9 мая батальон «Азов» участвовал в боях за освобождение центра города Мариуполь[145], проник во внутренний двор и освободил первый этаж городского отдела милиции, после чего несколько бойцов батальона были задержаны и разоружены военнослужащими прибывшего подразделения внутренних войск МВД Украины[146]. В ходе боя был застрелен боец батальона Родион Добродомов[147] и ранен другой боец Александр Кондрашев[148]. Позднее заместитель командира батальона Ярослав Гончар объявил сотрудников мариупольской милиции предателями[149].
- 16 мая 2014[76] батальон был выведен из Мариуполя в Бердянск[150], где 20 мая 2014 было объявлено о наборе новобранцев[151] и проведены тактические учения и стрельбы[122].
- 23 мая командование батальона выдвинуло ультиматум сепаратистам ДНР, потребовав в течение 24 часов разобрать блокпосты вокруг городов Шахтёрск, Торез и Снежное, и пообещав в противном случае провести «жёсткую зачистку»[152].
- 26 мая бойцы батальона предположительно ликвидировали базу сепаратистов на территории дачи Людмилы Янукович в посёлке Урзуф, где, по словам Олега Ляшко, был обнаружен склад с оружием сепаратистов[153]. По словам Ярослава Гончара, никакого склада с оружием на даче Людмилы Янукович не нашли, вместо этого был захвачен и на протяжении суток удерживался в заложниках управляющий дачным хозяйством[154].
- 12 июня бойцами батальона в результате спецоперации в центре Мариуполя был захвачен самопровозглашённый «народный мэр» Мариуполя Александр Фоменко (КПУ) и сопровождавшие его руководитель «комитета ДНР Мариуполя» Николай Лисогор и активист ДНР Сергей Зимницкий[155].
- 13 июня бойцы батальонов «Азов» и «Украина» при поддержке украинских силовиков и бронетехники вошли в городской центр Мариуполя, контролируемый Народным ополчением Донбасса. В результате операции НОД понесло потери (данные разнятся), имелись раненые и убитые среди украинских силовиков. Над административными зданиями Мариуполя были подняты украинские флаги[154][156][157]. Во время данной операции на стороне «Азова» принимал участие шведский неонацист Микаель Скилт[158][159][160].
- По утверждению главы МИД РФ Сергея Лаврова, участники батальона принимали активное участие в нападении на посольство России в Киеве 15 июня[161]. Заместитель председателя Днепропетровской ОГА Борис Филатов в соцсети Facebook назвал слова Лаврова «бредом»[162].
- С 10 августа «Азов» принял участие в боях за Иловайск, против войск, по словам Игоря Мосийчука, «прорвавшихся в Украину с территории РФ». При этом погиб боец батальона Николай Березовой, муж Татьяны Черновол. 25 августа батальон покинул Иловайск[163] и был направлен на оборону Новоазовска и Мариуполя[164].
- В конце августа бойцы «Азова» наряду с украинскими военнослужащими[165] и пограничниками[166] участвовали в обороне Мариуполя от вооружённых пророссийских сепаратистов
- С февраля 2015 года полк вместе с ВСУ участвовал в боях к востоку от Мариуполя, в ходе которых восстановил правительственный контроль над Павлополем и Широкино[167].
- До 20 октября 2016 года в ходе боевых действий отдельный полк специального назначения «Азов» в общей сложности потерял погибшими 27 человек[168][169].

### Участие в политических акциях
19 января 2015 «Азов» сорвал акцию памяти левых — убитых в 2009 году адвоката-правозащитника Станислава Маркелова и антифашистки Анастасии Бабуровой. Им препятствовали в проведении шествия, избили одного из активистов. В ответ на бурную дискуссию в социальных сетях командир «Азова» Андрей Билецкий заявил, что «Азову» вообще нет дела до внутренних российских конфликтов, однако обвинил организаторов акции в сотрудничестве с пророссийскими сепаратистами, предупредив, что «не сможет сдерживать справедливого гнева своих товарищей».
25 января 2015 года на сайте «Азова» был опубликован отчёт о «рейде по выявлению нелегальных мигрантов» в городе Белая Церковь, проведённом совместно с полицией, которую в Киевской области к тому времени возглавил бывший заместитель командира «Азова» Вадим Троян. Бойцы вламывались в квартиры, где жили чернокожие люди, проверяли их документы, снимал свою акцию на видео. Через несколько дней на сайте «Азова» появился материал против «исламской экспансии» во Львове — так было обозначено расселение крымских татар, уехавших из Крыма после его присоединения к России. Автор назвал просьбу об учреждении мечети во Львове недопустимым «испытанием терпимости сограждан». В ответ на волну возмущения в либеральной прессе пресс-секретарь «Азова» подтвердила: «Мы выступаем за то, чтобы Крым был украинским, а не татарским».

### Вторжение России на Украину
Как отмечает издание France 24, полк «Азов» находится в центре пропагандистской войны между Россией и Украиной. France 24 сообщает, что «Азов» публикует в Telegram заявления о победе, которые «часто сопровождаются видео горящих российских танков», и называет русских «настоящими фашистами». Аналитик Центра прав человека ЗМИНА в Киеве Вячеслав Лихачёв заявил, что «Азов» во время войны действует так же, как и другие полки, «но с пиаром получше».

#### Бои за Мариуполь
В ходе российского вторжения на Украину командир «Азова» Денис Прокопенко 7 марта 2022 года в видеообращении призвал закрыть небо над Украиной и предотвратить гуманитарный коллапс в Мариуполе, так как «враг нарушает правила войны, обстреливает гражданских и разрушает инфраструктуру города, так же подвергает мариупольцев геноциду».
11 мая в генштабе сообщили, что деблокада Мариуполя военным путём затруднена, это может привести к значительным потерям. В Мариуполь доставляли боеприпасы, средства связи и медикаменты, но эта возможность исчезла после того, как информация про это стала публичной. Россияне предотвратили поставки заблокированным подразделениям Мариуполя. Силы обороны потеряли личный состав и ЛА, которые эвакуировали раненых с «Азовстали».
«Азов» участвовал в обороне блокадного Мариуполя, главная оборонительная позиция полка — металлургический комбинат Азовсталь. 20 мая, на 86-й день обороны Мариуполя, остатки гарнизона, согласовано с руководством, прекратив сопротивление, сдались в плен российским войскам. В плен попало 2500 человек, по заявлению бойца Азова Анатолия Егорова.
Родственники пленных бойцов «Азова» сообщили, что не получили от Украины никакой информации о них. Те, с кем удалось связаться, говорили о приемлемых условиях содержания.
25 августа 2022 года Киевский городской совет на заседании 25 августа переименовал 95 улиц, среди них улица Маршала Малиновского стала улицей Героев полка «Азов».
В составе бригады воевал одессит Юрий Глодан, семья которого погибла в апреле 2022 года при российском обстреле Одессы. После гибели семью Юрий пошёл служить в ВСУ. Сначала воевал в бригаде Азов, позже перешёл в 3-ю бригаду. В ноябре 2023 года было сообщено о его гибели.
В конце апреля 2024 года бригада «Азов» смогла захватить и поставить на вооружение особый «противодроновый» Т-72Б3М (обр. 2022), на который было установлено большое количество устройств РЭБ.

#### Участие в обмене пленными
29 июня 2022 года состоялся обмен военнопленными по формуле «144 на 144». На Украину вернулось около 40 «азовцев».
21 сентября 2022 года украинские СМИ стали сообщать, что в ходе очередного обмена военнопленными на Украину вернулось 215 военнослужащих. Среди возвращённых — 108 членов «Азова», включая пять командиров, участвовавших в боях на «Азовстали»: Денис Прокопенко «Редис», Сергей Волынский «Волина», Святослав Паламар «Калина», Денис Шлега, Олег Хоменко. По словам Владимира Зеленского и Андрея Ермака, командиры «Азова» были обменяны на 55 российских военнослужащих, а все остальные — на Виктора Медведчука.

#### Возвращение командиров Азова на Украину
В 2023 году в Украину из Турции вместе с Владимиром Зеленским вернулись пять командиров, защищавших «Азовсталь», в том числе командиры полка «Азов». Кремль обвинил Анкару и Киев в нарушении договоренностей, достигнутых в рамках обмена пленными. Песков заявил, что Москву «никто не ставил в известность» о решении Турции и Украины. В понедельник Песков в ответ на вопрос журналистов сказал, что Москва продолжает считать Турцию «партнером», но повторил, что будет учитывать ситуацию с «Азовом» при следующих договоренностях с Анкарой.

## Политические взгляды военнослужащих полка
Командование
Первый командир «Азова» подполковник Андрей Билецкий по состоянию на 2014 год является также главой организаций СНА (Социал-национальная Ассамблея) и «Патриот Украины». Билецкий считает, что историческая миссия украинской нации — «возглавить крестовый поход белой расы против возглавляемых семитами недочеловеков». Билецкий отрицает, что он это утверждал.
Экс-заместитель командира «Азова» Однороженко — один из лидеров СНА по состоянию на 2014 год. Считает необходимым восстановление доминирования белой расы в странах с «небелым населением». По словам Однороженко, политическая платформа «Азова» — нациократия, правительственная система, предложенная ОУН в 1930-х — 1940-х годах.
Политолог Антон Шеховцов в интервью 2014 года отмечает, что добровольческие батальоны подчиняются Министерству внутренних дел и являются опорой регулярной армии в борьбе с сепаратистами. Хотя, как и в любой армии, в большинстве батальонов есть правые экстремисты, батальон «Азов» выделяется своим открытым правым экстремизмом, члены которого не разделяют демократических взглядов. Украинская власть в 2014 году является для них врагом.
Билецкий покинул полк в октябре 2014 года. В 2017 году Однороженко заявил, что покинул полк за полтора года до этого, и раскритиковал полк за то, что тот изменил свою идеологию, став более мейнстримовым и менее радикальным. Антон Шеховцов писал в 2020 году, что ультраправое руководство покинуло полк.
Украинско-американский журналист-расследователь Алексей Кузьменко, специализирующийся на украинских ультраправых, критикуя утверждения Шеховцова, заявляет, что полк по-прежнему тесно связан с порождённой им партией «Национальный корпус» и с более широким «Азовским движением» и что между ними практически невозможным провести чёткую грань.
По словам Адриена Нонжона из INALCO, естественно, что между полком и партией «Национальный корпус» существуют отношения, поскольку в «Национальный корпус» входят ветераны полка «Азов». Однако, по его словам, эти отношения носят неформальный характер, а организации являются отдельными и не имеют одинаковых целей. Кацпер Рекавек из Университета Осло говорит, что «Азовское движение» любит говорить о полке как о «своем». Однако оно не имеет контроля над полком и не вербует людей в полк «Азов». Хотя сам командир полка Денис Прокопенко, по словам Кузьменко, входит в ядро «Азовского движения», а лидер движения и бывший командир полка Билецкий находит спонсоров, которые вкладывают деньги в полк. А соавтор Кузьменко Майкл Колборн утверждает, что попытки разделить полк «Азов» и более широкое ультраправое «Азовское движение» являются неубедительными, но полк и движение по-прежнему должно рассматривать как целое. И потому такая воинская часть, как полк «Азов», должна быть расформирована.
Солдаты
На 2014 год часть участников полка открыто декларировали нацистские, расистские и антисемитские взгляды. По оценке репортёра Александра Сибирцева примерно половина бойцов, в частности 2 добровольца из России, имели татуировки с нацистской и скинхедской символикой: свастики, руны СС, гербы Третьего рейха; «между тем добрая половина бойцов … совсем не в восторге от национал-социалистских симпатий своих соратников». Согласно ББС, убеждённые неонацисты в подразделении составляли меньшинство. По мнению политолога Вячеслава Лихачёва, несмотря на то, что набор членов подразделения происходил во многом посредством структур и информационных ресурсов неонацистских и других праворадикальных организаций, неонацистские взгляды исповедует меньшинство бойцов: будучи одним из первых боеспособных добровольческих подразделений, «Азов» привлёк к себе многих людей, движимых патриотическими, а не идеологическими мотивами. В «Азове» служили и некоторые сторонники «левацкой антифашистской идеологии», и один еврей.
В 2014 году британская газета The Telegraph назвала батальон неонацистским, а также отметила, что привлечение формирований, подобных батальону «Азов», к войне на востоке Украины «должно приводить европейцев в ужас», поскольку «источники их финансирования туманны, подготовка несовершенна и занимает всего две недели, а идеология должна настораживать».
В 2015 году журналист USA Today Орен Дорелл, посетивший место расположения полка, отметил, что пресс-секретарь «Азова» Андрей Дьяченко заявлял ему, что около 10—20 процентов воюющих в подразделении бойцов являются нацистами.
Заявление о фашистских и неонацистских взглядах участников полка было сделано в конгрессе США 10 июня 2015 года по инициативе конгрессменов Джона Коньерса и Теда Йохо. В результате Соединённые Штаты отказали Украине в предоставлении ПЗРК и тренировочной помощи полку. В свою очередь, руководство Азова прокомментировало, что «полк всегда стоял на позициях патриотизма и никогда не апеллировал к каким-то другим мировым идеологическим течениям».
В 2017 году журнал Foreign Affairs написал, что после того, как полк стал частью Национальной гвардии, украинское правительство провело проверку биографий, чтобы исключить из состава полка неонацистов. В 2019 году политолог Богдан Бен написал, что поскольку полк «Азов» был полком Национальной гвардии Украины, у него не было никакой особой идеологии или отбора по идеологическим критериям, или предпочтения новобранцев с какой-либо определённой идеологией.
По словам эксперта в статье Bayerischer Rundfunk от 2022 года, существует «постановление о несовместимости», которое означало, что действующие бойцы не могли вступить в ультраправую политическую партию «Национальный корпус», которую основал Билецкий, бывший командир полка.

## Символика
- Основной нарукавный шеврон, используется в батальоне «Азов» и гражданском корпусе[214]
- Символы «Идея Нации» и «Чёрное Солнце» на знаке. Эта эмблема больше официально не используется полком[215][216]
- Шеврон корпуса «чёрных человечков», который использовался в батальоне «Азов»[217]
- Шеврон полка патрульной службы милиции особого назначения «Азов»
- Эмблема гражданского корпуса «Азов»

На шевроне полка в верхней его части находится символ «Идея Нации» — наложенные друг на друга украинские буквы «I» (укр. Ідея) и «N» (укр. Nації. Ранее использовалась в качестве идентифицирующего символа украинскими неонацистскими организациями, такими как «Социал-Национальная Ассамблея» и «Патриот Украины». Также, по данным организации, похожие символы встречались в украинской геральдике, в частности на гербах Билецких и Билыковичей, и при выборе символа, по словам Андрея Билецкого, «мы руководствовались исключительно украинским его содержанием без ссылок на средневековую немецкую геральдику, а тем более — на символику национал-социалистической Германии», также, по его мнению, их начертание различается визуально. В прошлом служил официальной символикой Социал-национальной партии Украины (СНПУ).
В 2014 году критики отмечают, что этот символ является вариантом символа Вольфсангель («волчьего крюка»), который используется в современном неонацизме. Журналист Reuters Габриэла Бачинска отмечает, что «символ напоминает чёрную свастику на жёлтом фоне».
Министр внутренних дел Украины Арсен Аваков в 2014 году в интервью украинскому журналу «Фокус» отрицал нацистскую принадлежность знака, заявляя, что «Вы ошибаетесь. Эта эмблема — в том числе и эмблема Нобеля, хотя в действительности эмблема представляет собой обычную латинскую букву N, которая заключена в овал. Во многих европейских городах этот знак можно увидеть на гербах городов», а также подчеркнул, что «И всякий, кто скажет мне, что эти ребята проповедуют нацистские взгляды, носят свастику и так далее, — откровенно врёт и занимается дурью. Я много часов провёл с бойцами „Азова“ в разговорах. Нет там ни нацизма, ни свастик».
Также использовалась версия эмблемы «Азова», на которой руна изображена на фоне эзотерического знака — «Чёрное солнце» (нем. Schwarze Sonne), применявшегося в качестве символа национал-социалистами.
По мнению Кацпера Рекавека из Университета Осло, одним из мотивов использования символов, связанных с нацизмом, в 2014 году было желание «троллить» русских во время войны в Донбассе. В 2022 году политолог Андреас Умланд говорит, что символы полка потеряли ассоциацию с нацизмом на Украине, а также отмечает, что такие символы, как вольфсангель, не имеют такой четкой ассоциации с нацизмом, как другие, например, свастика. Политолог Иван Гомза говорит, что символика полка вместо этого стала ассоциироваться с успешным боевым подразделением, которое защищает Украину.
Один из вариантов шеврона полка «Азов» в 2014 году представлял собой нарукавный знак с изображением плакатного типа — человеческие фигуры с оружием в руках на фоне государственного трезуба с надписью «Чёрный Корпус» (укр. Чорний Корпус), название, содержащее, по мнению политологов Вячеслава Лихачёва, Антона Шеховцова и журналиста Владислава Мальцева, прямую отсылку к одноимённому изданию СС Das Schwarze Korps.
В сентябре 2014 года немецкий телеканал ZDF в репортаже о вооружённом конфликте на востоке Украины показал нескольких бойцов батальона «Азов», на касках которых были изображены руны «зиг»:  и свастика. Эту информацию также подтвердил норвежский корреспондент телеканала TV2 Ойстен Боген в интервью американскому телеканалу NBC.
В интервью израильской газете «Гаарец» в 2022 году заместитель командира полка «Азов» Святослав Паламар отрицал, что члены полка носили свастики или другие нацистские знаки отличия, и подчёркивал статус «Азова» как воинской части.
В 2022 году журналист-расследователь Майкл Колборн заявил, что использование неонацистской символики в полку значительно сократилось.

## Командование
Командиры:
- Андрей Билецкий (май — октябрь 2014)
- Игорь Михайленко (октябрь 2014 — август 2016)
- Максим Жорин (август 2016 — сентябрь 2017)
- Денис Прокопенко (сентября 2017 — май 2022)
- Никита Надточий (2022—2023) ВрИО.
- Богдан Кротевич (2023) и. о.
- Денис Прокопенко (2023—2025)
- Богдан Гришенков (с апреля 2025)

Начальники штаба:
- Вадим Троян (июнь — октябрь 2014)
- Андрей Клос (и. о.; октябрь — ноябрь 2014)
- Владислав Соболевский (ноябрь 2014 — сентябрь 2017)
- Игорь Клименко (2017—2021)
- Богдан Кротевич (2021—2022, 2023—2025)

## В российской пропаганде
Полк «Азов» является центром информационной войны между Киевом и Москвой. Российская пропаганда утверждает, что одной из целей вторжения России на Украину в 2022 году является «денацификация» Украины. Министр иностранных дел России Сергей Лавров использовал «Азов», чтобы оправдать авиаудар по больнице в Мариуполе.
«В 2014 году у батальона действительно было крайне правое происхождение, крайне правые расисты основали батальон». Но с тех пор он стал «деидеологизированным» и регулярным боевым подразделением, сказал Андреас Умланд из Стокгольмского центра восточноевропейских исследований.
«Термины „нацизм“ и „фашизм“ в российском дискурсе являются абсолютным злом, с которым нельзя договариваться», — сказал Сергей Федюнин, политолог из Национального института восточных языков и цивилизаций Франции. «Единственный вариант — сражаться и уничтожить его».
Российская пропаганда также использует негативный образ украинских националистов, которые воевали с Советской Россией после 1945 года, и их лидера Степана Бандеру, который сотрудничал с нацистской Германией.
Старший советник Проекта по противодействию экстремизму[кто?] отмечает, что игнорирование западной прессой опасных организаций, таких как Русское имперское движение или ЧВК Вагнера, в то же время сосредотачиваясь на «Азове», прекрасно вписывается в стратегию путинской военной пропаганды и служит для того, чтобы навредить украинскому народу, который западная пресса пытается защитить.
«Российские государственные СМИ, если быть точным, долгое время преувеличивали роль ультраправых в Украине. Вспоминая старую советскую пропаганду разговорами о бандеровцах и тому подобном, современные российские государственные СМИ часто использовали поверхностное и вводящее в заблуждение освещение, чтобы представить Украину как некое место, которое находится на грани буквального захвата нацистами. Однако проблема — и то, что было особенно ясно в течение многих лет, — заключается в том, что на Украине действительно существует серьёзная ультраправая проблема, и что это не просто плод воображения гиперактивных российских государственных СМИ», — пишет журналист-расследователь Майкл Колборн, специализирующийся на украинских ультраправых. Колборн считает, что происходящее в последние годы в России гораздо ближе к нацизму, против которых, как утверждает Путин, он борется в Украине. Несмотря на некоторые различия, Россия по идеологии гораздо ближе к нацизму, чем кто-либо хотел бы признать.
«Азов» часто вспоминается для создания так называемого «мифа украинского фашизма», который Россия использует для отвлечения от своих военных преступлений в Украине. Утверждения РФ о распространённости неонацизма в Украине давно критикуются в том числе украинской еврейской общиной. По мнению исследователя национализма Вячеслава Лихачёва, участники российских ультраправых группировок сыграли намного бо́льшую роль в начале конфликта 2014 года по сравнению с украинскими. Неонацистские формирования находятся среди вторгшихся на Украину сил РФ в 2022 году. Миф о нацистах из «Азова», по причине незнания местной специфики, проник в академическую среду, а из этих поверхностных или устаревших исследований и в западную журналистику.

## Обвинения в нарушении прав человека
В отчёте ООН «Сексуальное насилие, связанное с конфликтом в Украине» задокументирован случай похищения в мае 2014 года бойцами батальона «Азов» женщины, которую подвергали избиениям, пыткам и запугивали угрозами группового изнасилования.
В 14-м отчёте управления верховного комиссара ООН описан случай группового изнасилования бойцами батальонов «Азов» и «Донбасс» умственно отсталого инвалида в 2014 году, что привело к значительному ухудшению его состояния здоровья и госпитализации в психиатрическую клинику. По данным управления число насильников составляло от 8 до 10 человек. Этот случай вместе с рядом других преступлений сексуального характера привлёк внимание межфракционного депутатского объединения Украины «Запрещено запрещать». В этом же отчёте ООН (п. 59) задокументирован случай взятия под стражу бойцами батальона одного из жителей Мариуполя. 28 января 2015 года он был помещён в подвал спортивной школы № 61 в Мариуполе, где его удерживали до 6 февраля. По его словам он был подвергнут допросам, избиениям и пыткам. Его пытали электрическим током, с помощью противогаза, воды, а также — приковывая наручниками к металлическому турнику и оставляя висеть на нём. Только 7 февраля 2015 года, после получения признаний в противоправной деятельности он был передан в мариупольское управление СБУ, где его задержание было оформлено официально.
В 13-м отчёте управления верховного комиссара ООН (п. 25 и п. 161) зафиксированы множественные случаи участия бойцов батальона «Азов» и военнослужащих ВСУ в грабежах собственности гражданского населения в 2014 и 2015 годах.
В отчёте управления верховного комиссара ООН по правам человека, который посвящён ответственности за убийства на Украине с января 2014 года по май 2016-го описан случай (п. 8) убийства бойцами батальона «Азов» местного жителя Владимира Лобача, произошедший 8 мая 2014 года в населённом пункте Решетиловка Полтавской области. Во время следования колонны батальона через посёлок на заправочной станции возникла словесная перепалка с личным составом «Азова», в результате которой В. Лобач был застрелен. Когда полтавский прокурор и глава отдела внутренних дел прибыли на разбирательство, то они подверглись угрозам со стороны сотрудников «Азова» и вынуждены были покинуть место преступления.
В опубликованном в 2016 году правозащитной организацией Amnesty International  отчёте о похищениях, пытках, и неправосудных арестах в Восточной Украине, отмечаются обвинения против личного состава батальонов «Азов» и «Айдар» в вопиющих злоупотреблениях (использование пыток, внесудебное заключение под стражу и т. п.).

## Юридический статус в США
10 июня 2015 года Палата представителей Конгресса США поддержала поправку членов палаты Джона Коньерса и Теда Йохо № 2685, запрещающую использование средств Департамента обороны США для «предоставления оружия, обучения или другой поддержки батальона „Азов“». Поясняя свою поправку, Коньерс, со ссылкой на издания Foreign Policy, The New York Times, The Guardian и Associated Press, охарактеризовал «Азов» как неонацистское, фашистское, расистское и антисемитское подразделение и отметил, что после окончания военных действий подобные организации будут представлять существенную угрозу украинскому правительству и народу. В 2015 году под давлением Пентагона Конгресс США не стал вводить такой запрет, однако при принятии очередного бюджета в 2017 году такой запрет был введён. В свою очередь 12 июня 2015 года представители полка «Азов» на своей странице в социальной сети Facebook заявили, что они «крайне удивлены и возмущены такими заявлениями. Наш полк всегда стоял на позициях патриотизма и никогда не апеллировал ни к каким другим мировым идеологическим течениям».
В октябре 2019 года несколько десятков членов конгресса США во главе с Максом Роузом обратились в Госдепартамент с предложением занести полк Азов в Список иностранных террористических организаций Государственного департамента США. В обращении полк охарактеризован как ультранационалистическая организация.
10 июня 2024 года государственный департамент США констатировал отсутствие серьёзных нарушений прав человека в деятельнсти современной бригады «Азов» и снял запрет на поставки оружия бригаде «Азов». «После тщательной проверки 12-я украинская бригада специального назначения „Азов“ прошла проверку Лихи, проводимую Государственным департаментом США» — говорится в официальном заявлении ведомства. «Закон Лихи» (назван по имени его автора, сенатора Патрика Лихи) запрещает США направлять военную помощь иностранным подразделениям, в которых достоверно установлено, что они совершили серьёзные нарушения прав человека.

## Фиктивные суды в России
Бригада «Азов» возглавила оборону Мариуполя в начале полномасштабного вторжения России в Украину в феврале 2022 года. Около 2 тыс. украинских солдат (из различных подразделений) были взяты в плен Россией в Мариуполе в мае 2022 года. 2 августа 2022 года Верховный суд Российской Федерации признал полк (объединение, батальон) «Азов» террористической организацией. За участие в «Азове» предусмотрена уголовная ответственность до 20 лет лишения свободы. В июне 2023 года в Ростове-на-Дону начались судебные слушания над 22 военнослужащими полка. По данным издания «Коммерсантъ», им инкриминировали причастность к «террористической» организации и попытку насильственного захвата власти на оккупированной Россией части Донецкой области.
Большинство предстающих перед судами в России являются военнослужащими Вооружённых сил Украины, что делает их военнопленными с соответствующим статусом и защитой в соответствии с Женевскими конвенциями об обращении с военнопленными. Уголовное преследование военнопленных согласно Международному гуманитарному праву возможно в соответствии с международными законами за совершение военных преступлений, а преследование за терроризм допустимо только если преступление не имеет отношения к боевым действиям. Правовой советник в Global Rights Compliance Foundation Максим Вищик указал на то, что признание военных подразделений террористическими организациями противоречит Международному гуманитарному праву, так как нарушает иммунитет комбатантов за факт участия в боевых действиях в составе такого подразделения и может вести к коллективным наказаниям, запрещённым Международным гуманитарным правом. Российский юрист Дмитрий Горин указал на то, что статусы комбатанта и военнопленного сохраняются даже если Россия не признаёт их наличие.
Международные правозащитные организации Amnesty International и Human Rights Watch назвали преследование комбатантов Россией военным преступлением. HRW считает, что «предъявленные обвинения являются лишь предлогом для преследования украинских военных за оборону Мариуполя от российского штурма». В декабре 2023 года ОБСЕ выпустила промежуточный доклад, в котором отмечается, что данные судебные процессы «вызывают сомнения с точки зрения их справедливости, беспристрастности и независимости и, как представляется, нарушают целый ряд норм международного гуманитарного права».
Украинский штаб по военнопленным характеризует такие судебные процессы как внутрироссийскую медиа кампанию. Россия, по-видимому, использует такие фиктивные суды для мести военнопленным за то, что они защищали свою страну. Так называемые суды стараются убедить россиян, что «украинская армия якобы совершает преступления против собственного населения», оправдывая таким образом российскую агрессию против Украины.
На судебном слушании 28 июня 2023 года по меньшей мере трое военнопленных заявили о жестоком обращении в местах содержания и принуждении к подписанию показаний, по меньшей мере двое — о существенном ухудшении здоровья. Human Rights Watch указала на то, что подсудимые действительно выглядели измученными и худыми, и отметила, что лишение военнопленных права на справедливое судебное разбирательство, применение пыток и жестокое обращение являются военными преступлениями.
31 июля 2024 года военнопленный украинец Александр Ищенко, служивший водителем в полку «Азов», умер в СИЗО Ростова-на-Дону. Дата и причина смерти неизвестны.
Пленных бойцов объединения «Азов» обвиняли также в действиях, направленных на «насильственный захват власти и изменение конституционного строя» в подконтрольной России ДНР.